# Juan Chumacero Carrillo y Sotomayor
Juan Chumacero Carrillo y Sotomayor (Madrid, 1580- Madrid., 24 de junio de 1660) fue un jurista y hombre de estado español.

## Familia
Fue hijo de Francisco Chumacero de Sotomayor, consejero y camarista de Castilla en los tiempos de Felipe II, y de Catalina Carrillo Lasso de la Vega, ambos señores de Valencia de Alcántara. Su hermano Antonio también sería consejero de Castilla en 1632. 
De su matrimonio con Francisca de Salcedo (m. 1629), hija del consejero real Diego Salcedo, tuvo tres hijos: Diego, Teresa y Juana.

## Carrera administrativa
Graduado en leyes en el colegio Mayor de San Bartolomé de la universidad de Salamanca, del que posteriormente fue catedrático, en 1614 sacó plaza de oidor de la Chancillería de Granada, de donde en 1620 fue promovido a fiscal del Consejo de Órdenes con el hábito de la orden de Santiago.  
Dos años después ascendió a consejero del mismo, en 1626 a fiscal del Consejo Real, y en 1631 a la Cámara de Castilla.

En 1633 fue enviado a Roma junto con Domingo Pimentel como embajador ante el papa Urbano VIII. De regreso en España, en 1643 fue nombrado presidente del Consejo de Castilla. Jubilado en 1648, Felipe IV premió sus servicios concediéndole el condado de Guaro, de nueva creación.
| Predecesor: Diego de Castejón y Fonseca | Presidente del Consejo de Castilla 16 de marzo de 1643-27 de julio de 1648 | Sucesor: Diego de Riaño y Gamboa |